# Lago di Valdaora
Il lago di Valdaora (Olanger Stausee o Olanger See in tedesco) è uno dei laghi artificiali dell'Alto Adige. Si trova in alta Val Pusteria, tra i paesi di Valdaora di sopra e Monguelfo. A volte è impropriamente chiamato lago di Monguelfo a causa della sua prossimità all'omonimo paese.
Il lago presenta una forma molto allungata, misurando 1.700 m di lunghezza e 400 m di larghezza. Esso occupa quasi tutta la vallata, eccezion fatta per la statale e la ferrovia della Pusteria a ovest, e la pista ciclabile ad est.
Nell'antichità nella attuale posizione del lago artificiale vi era un lago naturale, che fu prosciugato nel 1359 da uno dei fondatori del paese di Monguelfo, Georg von Welsperg, membro della famiglia dei Signori von Welsperg. Il prosciugamento permise la colonizzazione della vallata.
Sul lago è possibile praticare la pesca, previo rilascio di apposita licenza.